# Saint-Antoine, Doubs
Saint-Antoine är en kommun i departementet Doubs i regionen Bourgogne-Franche-Comté i östra Frankrike. Kommunen ligger i kantonen Mouthe som tillhör arrondissementet Pontarlier. År 2022 hade Saint-Antoine 309 invånare.

## Befolkningsutveckling
Antalet invånare i kommunen Saint-Antoine
Referens:INSEE